# Fiskeristiftelsen
Fiskeristiftelsen (finska: Kalataloussäätiö) var under åren 1948–1982 en finländsk stiftelse.
Stiftelsens syfte var att uppgöra fiskevårds- och fiskodlingsprojekt och utvecklades till en forsknings- och projekteringsanstalt för hela Finland, bland annat för att undersöka verkningarna på fiskbestånden av damm- och kraftverksbyggen samt vattenföroreningar, och med fiskodling och försöksverksamhet i anslutning härtill på programmet.